# Menstruació

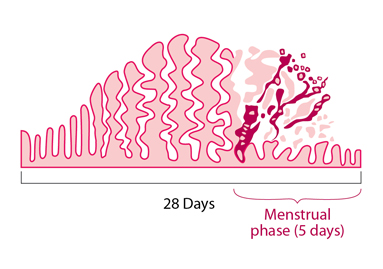
L'endometri s’acumula i es descama durant el cicle menstrual.

La menstruació també anomenada menorrea o regla (familiarment la saó) és un fenomen fisiològic de les dones que es presenta en les dones sanes des de la pubertat fins a la menopausa. Consisteix a expulsar els òvuls no fertilitzats, en forma de fluix hemàtic, semblant a pèrdues de sang, a la fi de cada cicle menstrual. L'òvul procedeix de la cavitat uterina o úter i surt per la vagina. Les pèrdues de sang són de petita quantitat però contínues durant el dies que dura la menstruació, de tres a cinc dies, tot i que es considera normal un període de dos dies fins a set. Això depèn de cada dona, ja que es pot presentar una menstruació de forta quantitat i de llarga durada (com per exemple de fins a uns vuit dies.) Habitualment els primers dies el fluix és més abundant, mentre que els darrers dies és molt menor. La quantitat total de sang perduda en el cicle menstrual varia en funció de la persona, però la mitjana és d'uns vuitanta mil·lilitres, aproximadament mig gotet de vi. La menstruació està regulada per les hormones femenines.
La menstruació segueix un cicle regular. Normalment el cicle de la menstruació dura aproximadament 28 dies, tot i que depèn de cada dona. El període que es considera normal va de 21 a 45 dies. El cicle menstrual d'una dona pot ser regular o no. Regular vol dir que tots els cicles consten del mateix nombre de dies. Amb l'edat, els cicles menstruals es van tornant més regulars.
La menarquia és la primera vegada que una dona té la regla, cosa que es produeix a la pubertat, entre els 10 i 16 anys. L'edat en què es produeix la primera menstruació és molt variable, fins i tot es pot veure afectada per l'hàbitat geogràfic. Per exemple, les dones de zones de clima temperat arriben abans a la maduració sexual. Entre els 45 i 55 anys (mitjana 51.4 anys tot i que varia en funció del lloc de residència), les dones deixen de produir òvuls i, per tant, d'expulsar-ne els residus associats, és la menopausa.

## Cicle menstrual

### Fase ovàrica o proliferativa

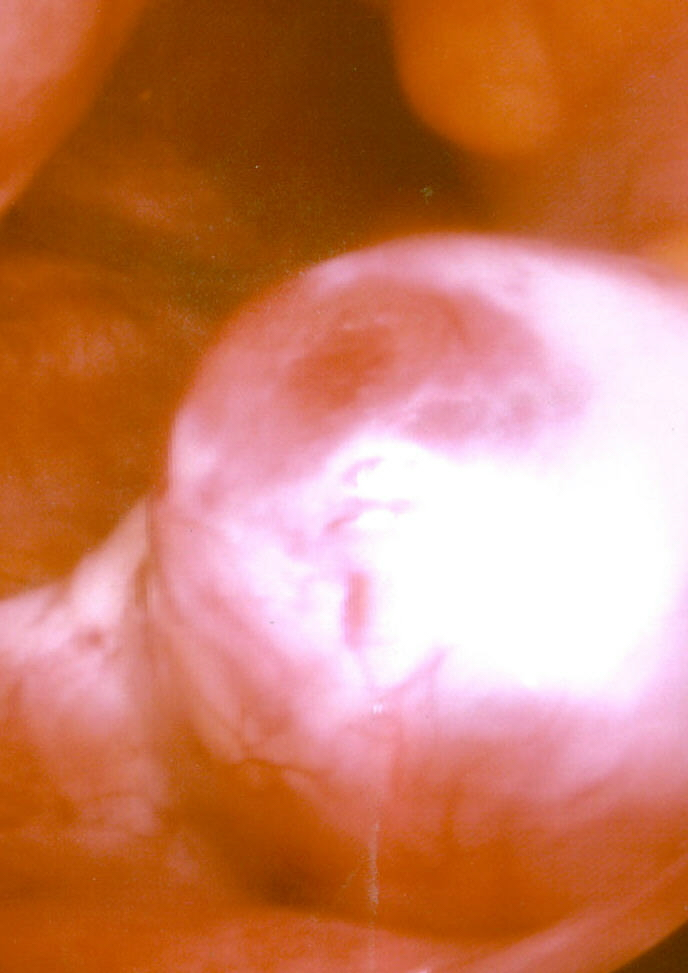
Un ovari a punt d'expulsar un òvul.

Esquema del cicle ovàric: (2) maduració del fol·licle ovàric, que a (3) ja és madur. A (4) expulsa l'òvul mentre que el que queda del fol·licle, a (5), forma el cos luti, que es va deteriorant (6)).

Aquesta fase té com a element fonamental el fol·licle. El seu desenvolupament i maduració a la dona presenta tres característiques bàsiques:
- Selectivitat: El fol·licle destinat a ovular, procedeix d'una àmplia gamma de fol·licles en creixement, que de la mateixa manera, procedeix d'un altre subconjunt de fol·licles primordials que es troben en repòs i que es formaren durant el procés embrionari i fetal.
- Continuïtat; La posada en marxa del desenvolupament fol·licular és un procés continu, fins que les reserves estan exhaustes.
- Regularitat: El desenvolupament fol·licular és un procés regular i ordenat, amb un índex constant de fol·licles que abandonen la reserva en una unitat de temps. Això significa que l'ovari és un sistema regulat i coordinat de manera que l'inici del creixement fol·licular es realitza en intervals de temps regulars.

Durant la primera meitat del cicle menstrual, els nivells d'estrogens creixen i fan que el recobriment de l'úter,creixi i s'amplii. Com a resultat de l'hormona fol·liculoestimulant un oòcit (òvul) comença a madurar en els ovaris. Al voltant del 14è dia d'un cicle típic de 28 dies, un augment en l'hormona luteoestimulant fa que l'ou abandoni l'ovari. Aquest procés s'anomena ovulació. La literatura científica, assegura que l'acció de les gonadotropines hipofisaries és fonamental.

### Fase uterina o secretora
Durant la segona meitat del cicle menstrual, l'oòcit comença a desplaçar-se a través de la trompa de Fal·lopi cap a l'úter. Augmenten els nivells de progesterona, el que ajuda a preparar el recobriment de l'úter per l'embaràs. Si un oòcit és fecundat per un espermatozoide i si a més s'adhereix a la paret de l'úter, comença un embaràs. Si no es produeix l'embaràs, els nivells d'estrogen i progesterona decreixen, i el recobriment dilatat de l'úter és lliurat durant el període menstrual.
En canvi, si la dona no és fecundada per cap espermatozoide l'oòcit es dissol o és absorbit pel cos, que es prepararà per a crear un nou oòcit. La menstruació és deguda a l'eliminació de l'endometri o capa mucosa que durant la fase proliferativa del cicle menstrual ha recobert internament l'úter per assegurar la nidació de l'oòcit en cas de captació d'espermatozoide o fecundació.

#### Etapes
Sota la successiva acció dels estrògens i la progesterona, l'endometri segueix un cicle amb les següents etapes
1. Dia 1 a dia 4 del cicle: Etapa menstrual o de disgregació. Els nivells hormonals femenins (estrògens i progesterona) disminueixen i el recobriment dilatat de l'úter a l'endometri es disgrega, és a dir, se separa de la resta de l'úter i es desfà.
2. Dia 5 a dia 13 del cicle: Etapa progestacional o secretora: Augmenten els nivells de progesterona. L'endometri completament desfet surt en forma d'un fluid que sembla sang, i que és la regla o menstruació.
3. Dia 14 a dia 28 del cicle: Etapa estrogènica o proliferativa. Augmenten els nivells d'estrògens. La capa de mucosa que recobreix l'úter es fa cada cop més gruixuda, per acollir millor el fetus en cas d'eventual embaràs. Si l'òvul troba un espermatozou prou resistent per arribar a captar-lo, evolucionarà a fetus, es produirà un embaràs i començarà un cicle diferent: el cicle embaràs-part-postpart. El més habitual però, és que l'òvul no aconsegueixi cap espermatozou i llavors, en acabar la fase proliferativa, l'úter passarà un altre cop a la primera etapa, la de disgregació, per fer net i començar a intentar-ho tot de bell nou.[6]

## El fluix vaginal al llarg del cicle menstrual

Cicle menstrual

El fluix vaginal també segueix el cicle menstrual. Així, la seva quantitat i aspecte varien cíclicament en coordinació amb la menstruació. Tot just després de la menstruació el fluix és escàs i, a mesura que es va acostant el període d'ovulació es fa molt abundant. En aquest període, si es toca amb un dit de l'interior de la vagina, aquest és elàstic i cristal·lí, semblant a la clara d'ou. En la segona part del cicle menstrual el fluix és menys abundant, més espès, obscur i adherent. Després de l'ovulació la quantitat de fluix comença a disminuir fins a l'inici del nou cicle.
La literatura científica, ens mostra que fluids vaginals anormals i/o patològics es manifesten de manera exacerbada en determinats moments del cicle menstrual. Abans de la menstruació, quan disminueix el Ph o grau d'acidesa del fluix, s'és especialment propens a la proliferació de fongs. A vegades, doncs, el moment del cicle menstrual en el qual es troba la dona, pot ocultar la simptomatologia d'un fluix vaginal patològic.

## Cicle sexual femení, cicle menstrual i cicle ovàric
Vegeu: Cicle ovàric

Cicle menstrual

Un cicle menstrual s'inicia el primer dia que hi ha sagnat i s'acaba el primer dia que comença la següent regla. El cicle menstrual va de regla a regla. La majoria dels cicles menstruals oscil·len entre els 28 i els 32 dies. La menstruació acostuma a durar entre 5 i 7 dies. Però tant la menstruació com la durada del cicle menstrual presenta una gran variabilitat en funció de cada dona.
La literatura científica mostra que en condicions normals de maduresa sexual la vagina de la
dona sofreix uns canvis sota l'acció hormonal gonadal que es repeteixen d'una manera periòdica i que ens serveix per a conèixer les diverses fases del cicle femení. La colpocitologia és la tècnica que ens permet una fidel representació de les oscil·lacions hormonals fisiològiques de l'ovari i un dels mitjans més fàcils per a seguir la cronologia de l'esmentat cicle. La intensa activitat de l'epiteli estratificat de la vagina dona lloc a una descamació constant, però variable en els tipus cel·lulars segons el moment que s'estudia, descamació que constitueix la base principal del contingut vaginal fisiològic.
Gràcies a això podem afirmar que cicle sexual femení són un conjunt de canvis cíclics d'unes quatre setmanes de període que es produeixen a l'organisme de les dones i que depenen de dos cicles que es troben interrelacionats entre ells: el cicle ovàric i el cicle uterí. El cicle uterí també és conegut com a cicle menstrual, i està controlat pel cicle ovàric a través de les hormones femenines ovàriques: l'estrogen 17-beta estradiol (secretat pel fol·licle ovàric i pel cos luti) i la progesterona (secretada pel cos luti o cos groc).

## Cicle de la fertilitat femenina
Les dones no neixen fèrtils, ni ho són fins que no tenen una certa edat. Llavors viuen uns anys als quals poden tenir fills de manera normal, si volen. Passat aquest temps, al qual qual han pogut prendre la decisió de tenir o no fills; la fertilitat disminueix fins que desapareix, i també les menstruacions, tornant al punt de partida.

### Pubertat i primeres menstruacions

Canvis físics a la pubertat: L'estat I és encara la infantesa, abans de la pubertat, que comença al II; el III és el de l'estirada, que sol precedir la menarquia o primera regla; i el V és ja l'etapa adulta. A partir del III també sol començar a aparèixer l'acne.

La pubertat és el conjunt de canvis al cos i al cap d'una nena per tal que pugui ser capaç de reproduir-se, és a dir de ser mare i criar els seus fills. Passa a la infantesa i a l'adolescència. El fet de passar a ser independent per a poder encarregar-se, criar i educar a les pròpies criatures, la pròpia llar, etc. té a veure sobretot amb la cultura, això és possible en alguns llocs als deu o dotze anys però no als Països Catalans ni en general al món occidental actual.
En canvi, l'objectiu de la pubertat és que el cos sí que estigui completament preparat i per això ha de ser, des del punt de vista fisiològic, madur. Les nenes arriben a la pubertat abans que els nens, tot i tenir un aparell reproductor més sofisticat. Per a poder estar embarassades i que el futur nadó càpiga a la panxa, els malucs es fan més amples; també creixen els pits (d'això se'n diu telarquia), perquè puguin produir llet per a alletar els seus fills, etc. Però també hi ha canvis a l'interior del cos, encaminats a fer que un ventre que abans no podia comenci a fer, un rere altre i sense parar, òvuls (una mena d'ous), que es fecunden en contacte amb el semen (els ous dels mascles). La fecundació o fertilització està lligada a la sexualitat, per tant els canvis hormonals o d'altre tipus lligats a la fecunditat i la sexualitat, a més dels propis de la maternitat (també al part, per exemple) són els que formen part de la pubertat.
Una nena a partir dels vuit o nou anys pot començar a notar que li creixen pèls a les aixelles, a les cames, al pubis, farà una estirada i els mugrons començaran a sobresortir, de vegades fan mal. A poc a poc començarà a tenir pits. A mesura que es fan aquests canvis externs, també s'estan desenvolupant els seus òrgans sexuals interns. Si els nens poden observar com canvia el seu penis, les nenes observen que un dia, que pot ser als deu o onze anys, potser abans, han fet una taqueta de color sang, o potser s'ha assecat una mica i es veu marró, a les calces. Caldrà fer ús d'un tampó, compresa o copa llunar per a no tacar-se la roba, i tenir en compte els mètodes anticonceptius a escollir per a no tenir embarassos indesitjats, tal vegada a partir d'ara mateix o en un futur.
La primera menstruació es diu menarquia i sol aparèixer entre els onze i els quinze anys. Les primeres regles solen ser irregulars, no sempre venen cada mes, hi ha mesos que no hi són, o pot ser que els períodes entre elles sigui més curt o més llarg del normal, així com els dies que dura. Tot això és normal i es va normalitzant amb el temps. Cal tenir present que els òrgans reproductors són prou madurs per a produir òvuls, però encara no ho estan completament. És possible que a les primeres regles se sentin més molèsties. La cultura popular catalana diu que les noies que tenen abans la regla també triguen més temps a deixar-la de tenir, és a dir, tenen la menopausa més grans.

### Menstruacions regulars
Entre la pubertat i la menopausa hi ha una època a la qual les dones produeixen cíclicament òvuls, un després de l'altre, perquè puguin ser fertilitzats i esdevenir infants. De vegades, a la vida d'una dona, hi ha un, dos o tres òvuls que esdevindran fills d'aquesta dona, la seva mare, de vegades més, i n'hi ha que cap. Aquesta etapa de la vida d'una dona va regida per cicles al seu metabolisme, dels quals la regla n'és un dels pocs signes externs. Aquests cicles van regits per les hormones femenines, i de vegades poden incloure certes molèsties, com la síndrome premenstrual, o dolor (dismenorrea).
El total de fluix menstrual per a cada cicle és d'uns 60ml; quan és inferior a 40ml es diu que és una hipomenorrea i quan és superior a 80ml és una hipermenorrea. Algunes dones poden passar sis o més mesos seguits sense tenir menstruació (amenorrea). Les causes poden ser totalment normals des d'un punt de vista fisiològic, com un embaràs o la lactància; poden ser conseqüència de malalties, com l'anorèxia o ja el sol fet d'estar massa prima; o pot indicar l'inici de la menopausa.

### Darreres menstruacions i menopausa
La menopausa o climateri es defineix com la crisi endocrina i vegetativa que es caracteritza per una sèrie de fenòmens que afecten tot l'organisme, deguts primordialment a la claudicació ovàrica.
La fertilitat de la dona comença a disminuir cap als trenta anys i arriba una edat a la qual aquesta és pràcticament nul·la o s'atura definitivament. Per aquest fet, el mateix cos atura la producció d'òvuls, ja que els ovaris són incapaços de respondre a les gonadotropines. Possiblement com a finalitat compensadora, hi ha un reforç de l'activitat de la hipòfisi, la tiroide i les suprarenals. Clínicament hom pot considerar el començament del climateri en el moment de la desaparició fisiològia de la menstruació (menopausa), que se sol esdevenir entre els 45 i els 50 anys., i alguns autors assenyalen la mitjana vora els cinquanta anys, però novament existeix una gran variabilitat tant individual com cultural. Sovint la desaparició de la menstruació va precedida de trastorns del cicle (oligomenorrea, polimenorrea, hipermenorrea) tot i que vora un 30% de les dones presenten com a únic fenomen climatèric l'acabament de la menstruació. En aquesta fase de la vida sexual de la dona, podem diferenciar entre dos quadres: l'endocrí i el clínic.
- Quadre endocrí: es caracteritza per l'atròfia ovàrica, hipertiroidisme, hiperfunció suprarenal amb hipertricosi, tendència a la fragilitat dels cabells i a l'alopècia del vèrtex, augment d'excreció urinària i de la colesterinèmia; la hipòfosi actua amb una hiperfunció gonadotropa, demostrable per l'elevada excreció de gonadotropina per l'orina.[14]
- Quadre clínic : es caracteritza per manifestacions vasomotores en forma de sufocacions i crisis sudorals; metabòliques: osteoporosi, adiposi, predisposició a l'artrosi, principalment dels genolls i lumbosacra; genitals, com és l'atròfia gradual dels òrgans generals i simptomatologia psicològica com depressió, ansietat, irritabilitat, parestèsies, insomni, cefalàlgies.[14]

Fer exercici físic i una dieta alta en calci ajuda a disminuir aquests símptomes.

## Trastorns menstruals

### Síndrome premenstrual
La síndrome premenstrual és un conjunt de diferents molèsties que apareixen alguns dies abans de cada menstruació del cicle menstrual i que està relacionada amb els canvis hormonals relatius a aquest cicle. El tipus de molèsties varia d'una dona a una altra i també, en una mateixa dona, d'un període de la vida a un altre. Es coneixen més d'un centenar de símptomes físics o emocionals associats a aquesta síndrome.
Aquestes molèsties solen tenir la màxima expressió entre la vespra i l'inici de la menstruació, i durar com a molt un o dos dies. Hi poden afectar factors externs, com els anticonceptius hormonals i els elements psicològics (ansietat, estrès, tristesa, etc.).
No s'ha de confondre la síndrome premenstrual amb el Trastorn Disfòric Premenstrual, un trastorn depressiu que consisteix en la presència d'irritabilitat, canvis bruscos d'humor, tristesa i sensació de tensió que apareixen aproximadament una setmana després que baixi la regla i que es mantenen durant una a dues setmanes.
Tampoc no s'ha de confondre amb la dismenorrea, el dolor intens a l'abdomen i als ronyons que la dona pot sentir a la menstruació o als moments previs d'aquesta.
No s'ha de confondre amb el Trastorn Disfòric Premenstrual (PMDD), una forma severa del síndrome premenstrual que ha de ser tractada de manera diferent
Com a tractament pal·liatiu algunes dones necessiten analgèsics o antiinflamatoris. Sembla que una bona higiene de vida pot ajudar a passar millor aquestes hores o dies, com per exemple una ingesta baixa de cafeïna i excitants, mirar de no fumar, fer exercici físic moderat i seguir una dieta sana alta en oli d'oliva, fruita seca i vegetals de fulla verda tals com (espinacs, bleda, enciam, etc. que posseeixen una elevada concentració de vitamina E, que també es pot prendre en forma de suplements orals. Està comprovada l'eficàcia de suplements orals de vitamina E en el tractament del dolor dels pits. El consum dels peixos enllaunats tals com la tonyina, les sardines, etc., el rovell d'ou i la llet, que tenen vitamina D i calci, permetent l'adquisició de nutrients la concentració dels quals redueix la simptomatologia. El magnesi present a la carn, marisc, llet, etc. participa en la relaxació muscular en general i de l'úter en particular, la contracció del qual produeix dolor a moltes dones durant la síndrome premenstrual. L'associació de vitamina B6 i magnesi ha demostrat ser eficaç contra l'ansietat, un dels malestars psicològics de la síndrome. Una dieta pobra en sodi (sal) i rica en potassi (vegetals) combat la retenció de líquids.

### Dolor menstrual
La dismenorrea és una dolor molt intensa localitzada a l'abdomen, els ovaris, la pelvis i els ronyons; que dura uns dies durant la menstruació, o just abans d'aquesta o sovint des d'un o dos dies abans d'aquesta fins un o com a molt dos després. Pot ser que aparegui a més amb la síndrome premenstrual però no necessàriament. És més habitual en noies joves, en especial a les primeres regles, i també en casos de dones amb regles molt irregulars. Pot ser que sigui causada per una malaltia, en aquest cas es diu dismenorrea secundària i dura molt més temps, una setmana abans de començar la regla i fins a una després.
Pot anar acompanyada de marejos, nàusees o vòmits, trastorns estomacals (diarrea o restrenyiment) i menys sovint de mal de cap. També pot ser que hi hagi algun dels següents símptomes: Tensió mamària, mal d'esquena, abdomen, dits i cara inflats, canvi de l'apetit (antull de dolços), acne, palpitacions, canvis en l'interès sexual, insomni, rigidesa muscular, asma, depressió, tristesa, malenconia, cansament, tensió o intranquil·litat; ansietat, irritabilitat i agressivitat, dificultat de concentració; etc. Aquests solen aparèixer els dies previs a la menstruació i desapareixen amb l'hemorràgia.
La causa de dismenorrea varia en funció de si és primària o secundària:
- Dismenorrea primària: Les contraccions uterines anormals són resultat d'un desequilibri químic en el cos.
- Dismenorrea secundària: Normalment per causes ginecològiques com l'endometriosi, tot i que pot ser de gut a una Malaltia inflamatòria pelviana o a fibromes uterins, tumors, o pòlips a la cavitat pelviana. Altres causes podrien ser avortament, embaràs anormal (ectòpic), Mittelschmerz, malformacions genitals (himen imperforat), etc. No es poden descartar causes gastrointestinals, musculo-esquelèticas o psicològiques.[18]

## La menstruació a la societat

### Higiene
Al món occidental modern les dones usen elements externs per a impedir que el fluix hemàtic taqui i espatlli la roba que porten. Aquests mètodes inclouen l'ús de compreses de roba que es poden rentar i reutilitzar, les compreses de paper o plàstic d'un sol ús, els tampons i la copa per citar-ne alguns com a exemple.

### Sincronia menstrual
Tot i que no s'ha estudiat gaire científicament i, per tant, la ciència no en sap gaire, moltes dones que han conviscut en comunitats exclusivament femenines afirmen haver observat que, al cap d'uns mesos de vida en comú, la majoria d'elles tendien a tenir les seves regles cada cop en dies més propers unes dones de les altres, és a dir que les seves menstruacions tendien a sincronitzar-se. Algunes intueixen que pot tenir a veure amb l'empatia i la vida grupal, i hi ha teories que relacionen aquest fenomen amb les feromones i el seu efecte a les hormones, amb l'objectiu d'augmentar la supervivència de l'espècie.

### Tabús sobre la menstruació
Encara que després de tenir un coneixement científic del fenomen, els homes sempre s'han preocupat sobre l'estrany i misteriós fenomen que és la regla de les dones, cosa que ha donat peu, i encara ho fa, a un gran nombre de tabús molt establerts.
Antigament es deia que la dona en aquestes situacions era impura, indigna d'acostar-se a la divinitat, en conseqüència a les dones menstruants se'ls prohibia l'entrada a llocs de culte religiós. A més es pensaven certes influències dolentes, per això es prohibia que tocassin aliments i s'acostassin als animals, o xerrassin amb els homes de la comunitat.
A Catalunya, hi ha gent gran que encara recorda que es desaconsellava lligar allioli o maonesa a les dones quan tenien la regla, perquè llavors es tallava. És curiós que justament aquestes tasques que es fan amb morter (com també la brandada), als Països Catalans i a comunitats veïnes, com Occitània, s'associen a la masculinitat, per la semblança que té el moviment amb el de la masturbació masculina. Dins el folklore català, també es considerava que durant la menstruació, la dona havia d'evitar els forats de les clavegueres o els llocs hi hagués fems, ja que era més propensa a patir malalties.
A l'Espanya del nacionalcatolicisme, difícilment les persones podien pronunciar amb naturalitat mots com regla o compresa. S'hi sentien idees com que una dona amb menstruació no es podia rentar, o que no podia fer certes activitats, especialment sexuals, que les calces havien de ser de color blanc o que els productes d'higiene intravaginals eren obscens i/o relacionats amb la prostitució, com també els anticonceptius.
Actualment a moltes dones, tant a Orient com a Occident, se les educa perquè tinguin vergonya de, per exemple, que els altres sàpiguen que estan en els moments de la menstruació, que usen compreses o tampons o encara més de "tacar-se". Hi ha homes i dones educats amb idees com que una dona no pot tenir relacions sexuals mentre té la regla. Fins i tot als anuncis publicitaris de productes d'higiene femenina la sang de la menstruació no apareix mai, i se sol substituir per un líquid blau i transparent, que pretén aparèixer com a net i pur en contraposició a les qualitats que sembla que la menstruació té pels anunciants.
D'altra banda, el fet que una dona deixi de tenir la regla encara queda al subconscient, i moltes vegades a la consciència col·lectiva d'homes i dones com que llavors la dona ja és vella i no serveix per res, i menopàusica és encara avui un insult per denigrar les dones. Com a conseqüència, per a les dones també esdevé un esdeveniment fisiològic difícil d'assumir i de parlar-ne.

### Feina
Quatre països asiàtics i un país africà compten amb permisos menstruals. Es tracten de permisos, remunerats o no remunerats depenent del país, que ofereixen a les dones per a abstenir-se de la seva feina mentre estan menstruant. Aquesta pràctica és controvertida a causa de la preocupació que reforça la percepció de les dones com a treballadores febles i ineficients, així com per la preocupació que és injusta per als homes, i que fomenta els estereotips de gènere i la medicalització de la menstruació.